# Bobby Dall

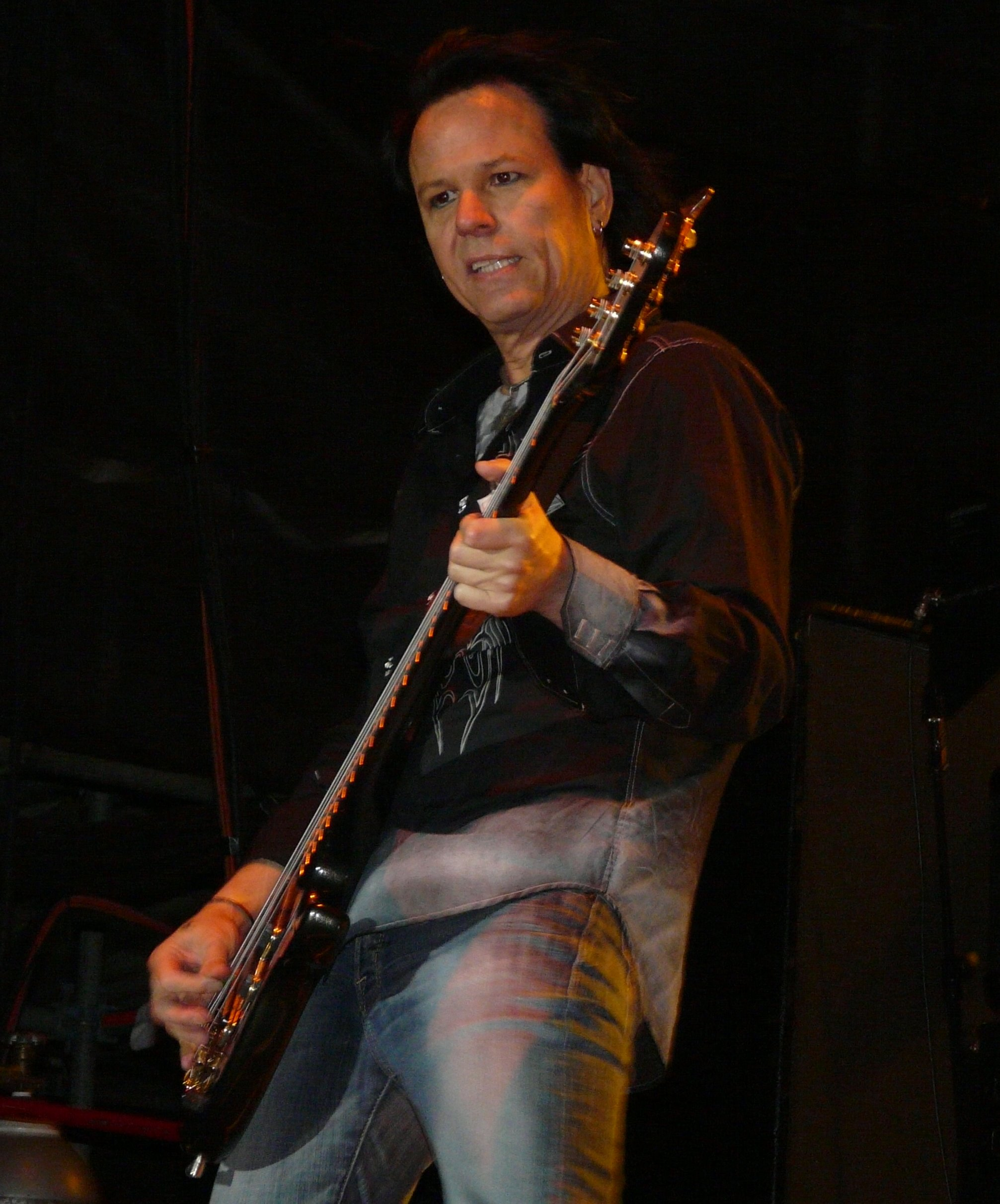
Bobby Dall

Robert Harry Kuykendall, ook bekend als Bobby Dall (Miami, Florida, 2 november 1963) is basgitarist in de Amerikaanse glam metalband Poison.

## Jeugdjaren
Dall is de jongste van drie kinderen. Hij verhuisde voor korte tijd met zijn familie naar Florida, maar keerde al snel terug naar Harrisburg in Pennsylvania.
Dall had de ambitie om rechten te gaan studeren, maar focuste zich uiteindelijk toch op de muziek. Hij begon gitaar te spelen, maar schakelde over naar basgitaar op zijn 15de. Hij verhuisde later naar Los Angeles, Californië, waar hij samen met Bret Michaels, Rikki Rockett en Matt Smith in de band Paris speelde, dat later de naam Poison zou dragen.

## Privé-leven
Dall heeft twee kinderen: Zachary Brandon (16 december 1989) en Zoe Brianne (9 januari 1997). Hij woont nu in Melbourne, Florida.

## Muziekcarrière
Voor het hoofdartikel, zie Poison.
Tijdens een show in Atlanta, Georgia op 25 augustus 2006 moesten bandleden Bret Michaels en Dall uit elkaar gehaald worden door collega-bandlid Rikki Rockett en de roadies nadat Bobby zijn bekende neongroene B.C. Richbasgitaar kapotsmeet en de punt in Brets knie plantte.
Michaels verontschuldigde zich en verklaarde: "Het is mogelijk dat jullie het laatste concert van Poison gezien hebben in zijn huidige staat." De groep bleef echter tot op vandaag ongewijzigd.
Leden: Bret Michaels · C.C. DeVille · Bobby Dall · Rikki Rockett

Ex-leden: Blues Saraceno · Richie Kotzen · Matt Smith

Studioalbums: Look What the Cat Dragged In · Open up and say... ahh! · Flesh & Blood · Native Tongue · Crack a Smile... and More! · Power to the People · Hollyweird · Poison'd!

Compilaties: Poison's Greatest Hits: 1986-1996 · Poison - Rock Champions · Best of Ballads & Blues · Rock Breakout Years: 1987 · The Best of Poison: 20 Years of Rock · Great Big Hits: Live Bootleg

Livealbums: Swallow This Live · Seven days live